# Arabo-Berbères
Ne doit pas être confondu avec Berbère arabisé.
 (juin 2020).
- Si vous ne connaissez pas le sujet, laissez ce bandeau (vous pouvez alors contacter les auteurs).
- Si vous supprimez le contenu mis en cause (vous pouvez préalablement contacter les auteurs),

argumentez précisément cette suppression dans la page de discussion
(un manque de référence n'est pas un argument ; une recherche réelle de référence doit avoir été effectuée, être formellement documentée).
Arabo-Berbère ou Berbèro-Arabe (berbère : ⵉⵎⴰⵣⵉⵖⵏ ⴰⵄⵕⴰⴱⵏ, arabe: العرب البربر) est un terme qui désigne un habitant du Maghreb possédant une identité ethnique à la fois arabe et berbère,,,,,. Cela peut être par l'arabisation (Berbère arabisé et Berbère) ou par la génétique (Arabe non d'origine berbère et Berbère). Cette appellation est souvent remise en cause par les Berbères et les Arabes, car en Afrique du Nord, la filiation d'origine d'un homme ou d'une femme est définie par l'origine du père uniquement. Cette filiation patrilinéaire puise ses sources dans les codes tribaux arabes et berbères et dans les textes islamiques: « Quiconque s'affilie à un autre que son père sera maudit par Allah, les anges et tous les hommes »(rapporté par Abou Dawoud, 2599 et cité dans Sahihal-Djami', 6104). Quelques cas de filiations matrilinéaires sont observés, mais principalement au Sahel.L'identité arabo-berbère est née directement de la conquête musulmane du Maghreb et des mariages entre les Arabes qui ont immigré dans ces régions, et les populations locales principalement berbères; en outre, les tribus arabes Banu Hilal, Banu Sulaym et Banu Maqil originaires de la péninsule arabique ont immigré au Maghreb, et se sont mariées avec les populations locales principalement berbères, et ont été un facteur majeur dans l'arabisation linguistique, culturelle et ethnique du Maghreb,.
Le groupe arabo-berbère doit être distingué de la notion berbères arabisés. Celui-ci implique principalement des caractéristiques génétiques berbères, avec des affinités arabes négligeables[pas clair].
Les groupes arabo-berbères parlent principalement des dialectes de l'arabe maghrébin, également connus sous le nom d'arabe dialectal (darija), arabe : الدارجة), qui signifie « langage quotidien / familier ». Ce dialecte a un substrat berbère, et est l'une des nombreuses variétés de la langue arabe, actuellement parlée dans le monde arabe.

## Identité andalouse du moyen-âge
L'identité arabo-berbère a connu son âge d'or au moyen âge en Andalousie où elle était prédominante pendant des siècles. Les conquérents et gouverneurs arabes avaient alors déplacé de larges populations originaires d'Afrique du Nord pour peupler les terres conquises et servir dans les armées, l'administration, et les palais royaux. Vers la fin de la présence musulmane en Ibérie, les Berbères avaient déjà pris le pouvoir en main dans la majorité des villes sous domination musulmane mais après avoir intégré une majeure composante arabe dans leur identité, en sus d'une adoption totale de la confession musulmane.